# Diolcogaster fasciipennis
Diolcogaster fasciipennis är en stekelart som först beskrevs av Charles Joseph Gahan 1918.  Diolcogaster fasciipennis ingår i släktet Diolcogaster och familjen bracksteklar. Inga underarter finns listade i Catalogue of Life.